# Hermann Wernicke (Entomologe)
Hermann Wernicke (* 13. August 1851 in Döllnitz; † 14. Juni 1925 in Dresden-Blasewitz) war ein deutscher Naturalienhändler und Entomologe.

## Leben
Hermann Wernicke erlernte den Beruf eines Kunstschlossers und war in diesem Beruf jahrelang in mehreren deutschen Staaten und in der Schweiz tätig. Er beschäftigte sich schon als Kind mit dem Fangen und Sammeln von Schmetterlingen und erhielt durch in der Südregion von Brasilien lebende Verwandte laufend Schmetterlingssendungen übersandt. Er machte sich später in Döllnitz selbständig und unternahm 1883/84 auf dem Malaiischen Archipel eine ausgedehnte entomologische Sammelexkursion. Nach seiner Rückkehr kam er infolge seines reichen Sammlungsmaterials in Kontakt mit Otto Staudinger, zog nach Dresden-Blasewitz und arbeitete in der Folge 13 Jahre als Leiter und Kustos für die Exoten-Abteilung der Firma „Dr. O. Staudinger & A. Bang-Haas“.
Hermann Wernicke galt als bester Insektenpräparator Deutschlands und wurde mit den führenden Entomologen seiner Zeit (darunter der Großfürst Nikolai Michailowitsch Romanow und die Brüder Charles Rothschild und Walter Rothschild, 2. Baron Rothschild) persönlich bekannt. Im Jahr 1898 machte er sich erneut selbständig und gründete in Blasewitz die „Firma H. Wernicke“, die in den ersten Jahrzehnten des 20. Jahrhunderts zu einer der größten entomologischen Handlungen Deutschlands wurde. Anfang 1925 übergab er die Leitung der Firmengeschäfte in die Hände seines Enkels Hans Kotzsch.
Der Dresdner Entomologe Johannes Röber benannte ihm zu Ehren den Edelfalter Philaethria wernickei (Röber, 1906).
Hermann Wernicke war Ehrenmitglied des Entomologischen Vereins Halle.

## Schriften (Auswahl)
- Beobachtungen über das Erscheinen verschiedener schädlicher Insekten. In: Entomologische Nachrichten, 9, 1883, S. 199–200 (zobodat.at [PDF]).
- Zwei neue, von Dr. M. Wocke beschriebene Microlepidopteren aus dem Gross-Glockner-Gebiet. In: Deutsche Entomologische Zeitschrift "Iris", 10, 1897, S. 374–376 (zobodat.at [PDF]).
- Kunstpräparation von Schmetterlingen. In: Internationale Entomologische Zeitschrift, 10, 1916, S. 31–32 (zobodat.at [PDF]).